# Vypnutí Wikipedií 21. března 2019
Dne 21. března 2019 došlo k vypnutí (tzv. blackoutu) některých jazykových verzí internetové encyklopedie Wikipedie na protest proti připravované evropské směrnici o autorském právu na jednotném digitálním trhu, o níž se parlamentní plénum chystalo hlasovat před koncem března 2019. Konkrétně se tohoto protestu zúčastnily česká, slovenská, německá a dánská Wikipedie.
Jiné jazykové verze, italská, portugalská, španělská nebo polská, zvolily podobný styl protestu již v červenci 2018, před tehdy očekávaným hlasováním o směrnici v Evropském parlamentu. Dne 25. března 2019 byla na protest vypnuta italská, galicijská, asturská a katalánská verze Wikipedie.

## Česká Wikipedie
V pondělí 18. března 2019 se komunita české Wikipedie dohodla na jednodenním vypnutí české Wikipedie v souvislosti s novou reformou autorského práva Evropské unie. Hlasování se zúčastnilo celkem 61 wikipedistů, z toho 8 wikipedistů hlasovalo proti protestu. Komunitě české Wikipedie se nelíbily především články 11 a 13, které byly součástí směrnice o autorském právu na jednotném digitálním trhu. „Wikipedie tak bude hůře přebírat obsah od ostatních, tvorba nového obsahu se proto značně ztíží. To považujeme za velký problém pro budoucí rozvoj i samotnou existenci Wikipedie,“ sdělil Vojtěch Dostál, předseda spolku Wikimedia Česká republika. Nekomerční internetové projekty typu Wikipedie byly sice z pravidel obsažených v článku 13 vyňaty, přesto se Nadace Wikimedia obávala nepřímých dopadů na činnost přispěvatelů. Nadace zároveň některé aspekty reformy ocenila, např. zaručení, že vůči originálním reprodukcím veřejně dostupných děl nebudou uplatňována žádná nová práva.
Česká Wikipedie byla vypnuta 21. března 2019 na 24 hodin od půlnoci do půlnoci místního středoevropského času. Obsah stránek byl začerněn a přes něj se zobrazovala informace o důvodech vypnutí spolu s výzvou čtenářům, aby oslovili své europoslance. Jednalo se o historicky první vypnutí české Wikipedie. „Víme, že to je pro čtenáře nepříjemné, ale něco mnohem horšího může být realitou v případě, že uvedená směrnice bude v předložené podobě schválena a začne platit,“ uvedl Vojtěch Dostál.
Komentátor serveru Info.cz Adam Kotrbatý publikoval na webech vydavatelského domu Czech News Center Info.cz, Reflex.cz, E15.cz a Blesk.cz komentář kritizující údajné „pokrytectví a hlad po penězích“ samotné Wikipedie ve sporu o předmětnou směrnici. Dokládal mimo jiné, že Nadace Wikimedia obdržela v průběhu předchozích 10 let od společnosti Google finanční příspěvky v celkové hodnotě asi 7,5 milionu amerických dolarů (v přepočtu asi 170 milionů korun), z nich naposledy 3,1 milionu v lednu 2019. Tím zdůvodnil svůj názor, že Wikipedie nevystupuje v záležitosti nezávisle, nýbrž ve vleku svých finančních zájmů. Dále prohlásil, že směrnice se Wikipedie přímo nedotkne, a dle něj nehrozí žádná cenzura ani preventivní mazání obsahu. Podle Kotrbatého by právě směrnice měla „mimo jiné pomoci vydavatelům k férovějšímu postavení při jednáních s duopolem technologických gigantů Googlu a Facebooku.“ Naopak zpravodajské články pojednávající o chystaném protestu, které byly původně 18. března 2019 publikovány na některých ze serverů Czech News Center, byly později již nedostupné. Např. článek „Česká Wikipedie se už ve čtvrtek vypne! Bojí se zhoršení kvality“ na Blesk.cz nebo článek „Česká Wikipedie protestuje proti reformě autorského práva. Ve čtvrtek nebude fungovat“ na E15.cz.

## Německá Wikipedie
Německá Wikipedie na nesouhlas se směrnicí upozornila již v září 2018 zobrazováním varovného banneru. Hlasování o vypnutí německé verze v březnu 2019 se zúčastnilo celkem 233 editorů.